# Вигалондо, Начо
Игна́сио «На́чо» Вигало́ндо (исп. Ignacio "Nacho" Vigalondo; 6 апреля, 1977, Кабесон-де-ла-Саль)  — испанский кинорежиссёр, сценарист и продюсер.

## Биография
Родился 6 апреля 1977 года. Получил образование в Университете Страны Басков.
В 2000 году сыграл эпизодическую роль солдата в фильме  братьев Ибарреткс «Саботаж!». Настолько малосущественную, что даже не был отмечен в титрах.
В режиссуре дебютировал короткометражкой «7:35 утра». Дебют получился успешным. Лента получила ряд престижных наград и номинаций, включая номинацию на «Оскар».

## Фильмография
| Год  | Название             | Режиссёр | Сценарист | Продюсер | Актёр | Примечания                    |
| ---- | -------------------- | -------- | --------- | -------- | ----- | ----------------------------- |
| 2003 | 7:35 утра            | Да       | Да        |          | Да    | короткометражный фильм        |
| 2007 | Временная петля      | Да       | Да        |          | Да    | роль: учёный                  |
| 2011 | Пришелец из космоса  | Да       | Да        | Да       |       |                               |
| 2012 | Азбука смерти        | Да       | Да        |          |       | эпизод «Апокалипсис»          |
| 2013 | Комната душ          | Да       | Да        |          |       | эпизод «Грехи отцов»          |
| 2014 | Открытые окна        | Да       | Да        |          | Да    | роль: Ричи Габилондо          |
| 2014 | З/Л/О: Новый вирус   | Да       | Да        |          |       | эпизод «Параллельные монстры» |
| 2016 | Моя девушка – монстр | Да       | Да        |          |       |                               |